# 泰國駐美國大使館
泰國駐美國大使館是泰王国派驻美利坚合众国的外交代表機構。大使館位於華盛頓特區西北威斯康辛大道1024号。
现任大使是Vijavat Isarabhakdi。